# Jagersveldpark

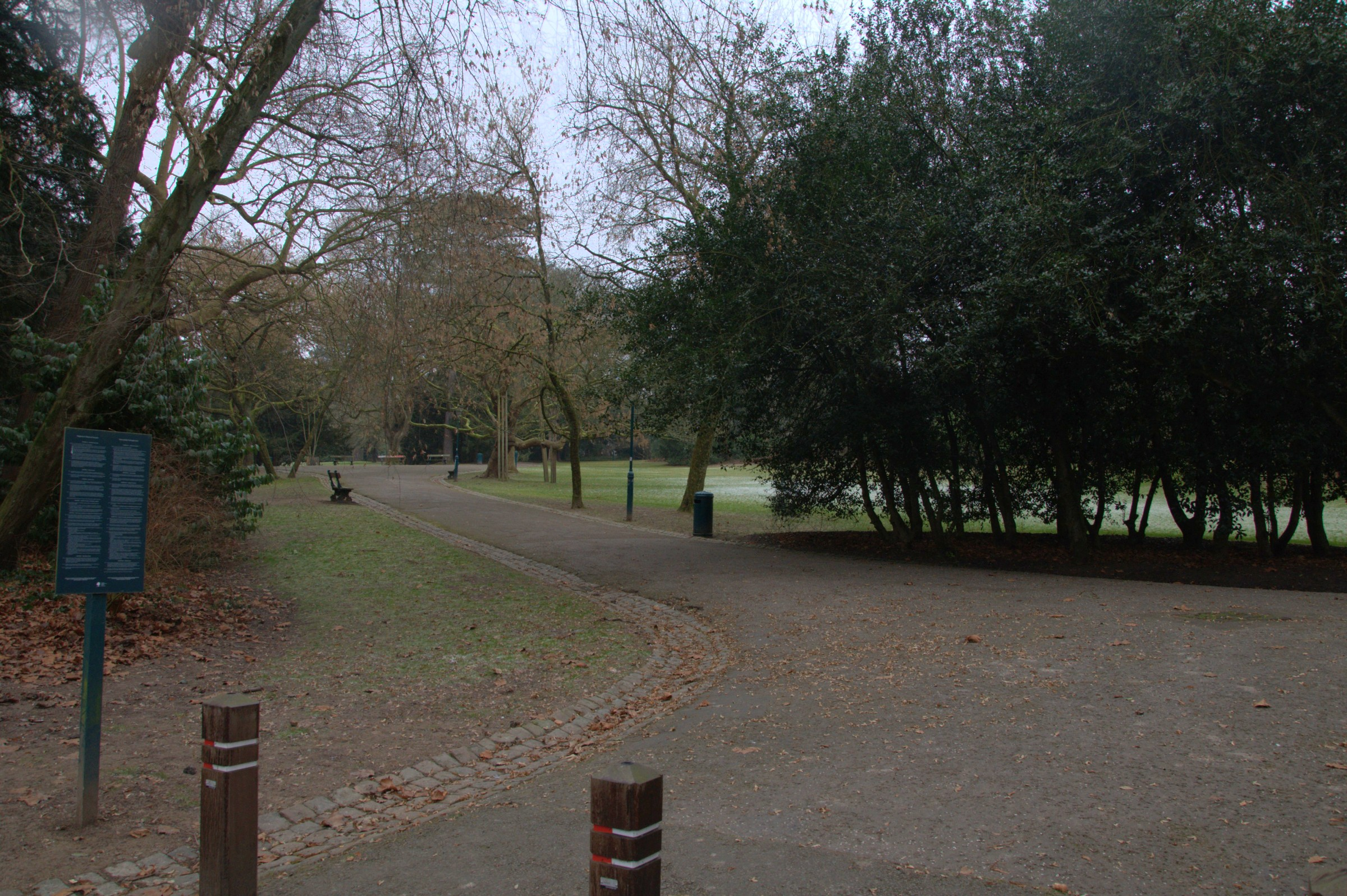
Het Jagersveldpark

Het Jagersveldpark (Frans: Parc Jagersveld) is een park in de Belgische gemeente Watermaal-Bosvoorde in het Brussels Hoofdstedelijk Gewest. Het park ligt aan de Delleurlaan in het midden van de gemeente in de plaats Bosvoorde. Ten noordwesten van het park staat aan de overzijde van de Delleurlaan de Sint-Hubertuskerk aan het Jagersveld. Ten noorden van het park staan het Hoge Huis en het gemeentehuis van Watermaal-Bosvoorde.
Het park wordt aan de noordoostzijde begrensd door de Middelburgstraat, in het zuidoosten door de Philippe Dewolfsstraat, in het zuidwesten door de Alfred Solvaylaan en in het noordwesten door de Delleurlaan.
Aan de Delleurlaan vervolgd naar het zuidwesten ligt het Tournay-Solvaypark en richting het noordwesten (Vorstlaan) liggen de Leybeekvijvers en het Royale Belgepark.

## Geschiedenis
In de 13e eeuw werd het hertogelijk kasteel en jachtdomein opgericht op de Jagersveldsite.
In 1904 werd het park aangelegd door Edmond Parmentier toen de Vorstlaan door Leopold II van België werd verbonden met de Terhulpensesteenweg. Bij het park komen drie lanen bij elkaar: de Delleurlaan (Vorstlaan) richting het noordwesten naar Oudergem, de Vorsterielaan (Terhulpsesteenweg) naar het Zoniënwoud en Terhulpen, en de Terhulpensesteenweg naar het Ter Kamerenbos.
Sinds 24 april 1997 wordt het park beschermd als monument.

## Park
Het park is een Engels aandoende landschapspark in heuvelachtig terrein met aangelegde wandelpaden. Het heeft een oppervlakte van 2 hectare en 67 are.
In het park staan onder andere paardenkastanjes, essen, lindebomen, Amerikaanse eiken, vederesdoorns, platanen, trompetbomen, dennen, taxusbomen en een exemplaar van een hybride esdoorn met een stamomtrek van 2,71 meter.